# سرب(II) استات
سرب(II) استات (به انگلیسی: Lead(II) acetate) با فرمول شیمیایی Pb(C2H3O2)2 یک ترکیب شیمیایی با شناسه پاب‌کم 9317 است. که جرم مولی آن 325.29 g/mol (anhydrous) 379.33g/mol (trihydrate) می‌باشد. شکل ظاهری این ترکیب، پودر سفید یا بلورهای بی‌رنگ است.